# Abtei Beaumont-lès-Tours
Die königliche Abtei Notre-Dame de Beaumont-lès-Tours (heute Stadtteil von Tours) war bis in die 1780er Jahre die blühendste Abtei in der Touraine.

## Geschichte
Die Benediktinerinnen-Abtei Notre-Dame de l’Ecrignole in Tours wurde vermutlich von Ingeltrude, einer Tante des Königs Guntchramn, um 580 gegründet. Hervé von Buzançais, Schatzmeister von Saint-Martin de Tours, verlegte sie um 1002 nach Beaumont vor die Tore der Stadt. Die Erhebung zur königlichen Abtei ist für das Jahr 1007 bezeugt.
In weltlichen Dingen unterstand die Abtei dem Stiftskapitel von Saint-Martin in Tours, in geistlichen blieb sie der Benediktinerregel treu. Ihr unterstanden 12 Prioreien:  Notre-Dame de Beaumont war die blühendste Abtei der Touraine.
1784 wurde die Abtei durch einen Brand praktisch zerstört, 1786 wieder aufgebaut. Aus dieser Zeit stammt das Abtspalais, genannt „Pavillon de Condé“, heute der letzte Rest der Abtei. Die Abtei wurde 1790 aufgelöst. 1798 wurden die Gebäude als Bien national verkauft, später bis auf das Abtspalais (Logis abbatial), die Stallungen (Écuries) und die Scheune (Grange) abgerissen; das Chorgitter wurde 1806 ins Portal der Präfektur eingebaut. 1866 wurde das Terrain eingeebnet, um Ackerland zu gewinnen. 1913 kaufte der Staat den Pavillon de Condé, um die Kasernen von Beaumont und Chauveau zu bauen, die seit 2009 nicht mehr in Gebrauch sind. Der Pavillon de Condé ist seit 1946 als Monument historique klassifiziert.